# USS Alarm (1873)

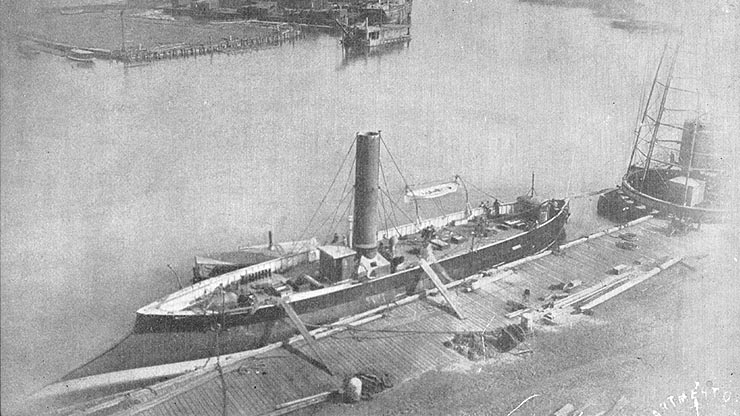
USS «Alarm»

USS Alarm (Корабль Соединенных Штатов «Аларм») — ранний таранный миноносец, построенный для ВМФ США в 1870-х. Создан на основании изучения опыта минных и таранных атак во время Гражданской Войны 1861—1865. Имел нестандартную конструкцию и необычную двигательную установку, но из-за недостаточной скорости оказался неудачен и большую часть карьеры провел в резерве.

## История
Во время Гражданской Войны в США, новинкой морской тактики стало применение таранных ударов. Обеспечиваемая не зависящим от направления ветра паровым двигателем свобода движения и общий кризис артиллерии того времени (не способной сколь-нибудь эффективно пробивать существующую броню) привели к тому, что таранные удары и шестовые мины стали рассматриваться как эффективное оружие уничтожения кораблей противника.
Ещё в 1865 году, ВМФ США принял решение заложить два больших таранных корабля, приспособленных также для минных атак на противника. Корабли должны были иметь мощный таранный форштевень, способный пробить борт броненосца противника, и подводные шахты для шестовых мин. Из-за послевоенного сокращения финансирования, постройка кораблей затянулась надолго, и лишь в 1874 первый из них — USS «Alarm» — был спущен на воду.

## Конструкция
Предназначенный для скрытного, в сумерках, приближения к вражескому флоту, USS «Alarm» имел низкий, очень вытянутый силуэт с сильно выдающимся вперед огромным тараном.
Основное оружие корабля — 9,7-метровый таран (при общей длине корабля в 76 метров) был изготовлен из кованого железа и опирался на броневой пояс. В нижней части тарана находился выступающий бульб, предназначенный для размещения минного вооружения. Первоначально, помимо тарана, корабль должен был вооружаться шестовыми минами. Мина с зарядом взрывчатки должна была выдвигаться из-под тарана на 10-метровом шесте, подводиться под борт корабля противника, и приводиться в действие электрическим запалом по сигналу с мостика. Но в 1873 году, когда корабль был спущен на воду, уже появилось более совершенное оружие в виде торпед Уайтхеда. После этого, отверстие для шестовой мины под тараном переделали так, чтобы через него можно было бы запускать и торпеды Уайтхеда.
В носовой части корабля стояло Дальгерновское 15-дюймовое гладкоствольное орудие, заряжающееся с дула и предназначенное для стрельбы с небольших дистанций по атакуемому кораблю противника. Кроме того, на борту были установлены четыре 9-фунтовые пушки и несколько пулеметов, которые предполагалось использовать против вражеского экипажа и мелкокалиберных орудий противника во время сближения для тарана.
Нос корабля защищался широким поясом из 102-миллиметровой железной брони, способной выдерживать попадания небольших снарядов. В кормовой части никакой защиты не было.
Интересной особенностью корабля являлся его движитель. Вместо обычного винта, на корабле было установлено горизонтально положенное гребное колесо особой конструкции, запатентованное изобретателем Мэллори. За счет этой особенности конструкции, корабль имел чрезвычайно высокую маневренность, но она же предопределила его главный недостаток — низкую скорость (всего порядка 10 узлов).

## Служба
Корабль был рекомендован к принятию флотом в 1874 году, спустя более чем 10 лет после начала постройки. В течение некоторого времени он интенсивно эксплуатировался, но практически исключительно в испытательных целях. Неисправимым недостатком корабля была малая по меркам 1870-х скорость, не позволявшая ему эффективно осуществлять торпедные атаки. Внедрение в 1870-х орудий с казеным заряжанием означало, что «Аларм» скорее всего будет расстрелян орудиями противника до того, как сумеет приблизиться для атаки. Довольно быстро стало ясно, что сама по себе идея крупных, слабо защищенных таранно-торпедных кораблей является ошибочной, и дальнейшее развитие носителей торпедного оружия пошло по другим путям: маленькие быстроходные миноносцы, и сравнительно крупные защищенные мощной броней тараны.
В 1885 году корабль был помещен в резерв. В 1898 продан на слом.